# ジャナクプル鉄道
ジャナクプル鉄道（ジャナクプルてつどう）またはネパール鉄道は、ネパールとインドの国境沿いの狭い空間で走るネパール唯一の鉄道。インドのジャイナガルからネパール東部の街ジャナクプルを結ぶ約29kmの路線を持つ鉄道である。

## 概要
現在は、ネパール唯一の鉄道。かつては「ネパール・ガバメント鉄道」という、インドのラクソールを起点にビールガンジを経由してカトマンズを目指し、50kmほど敷設された路線もあったが、1950年代に廃線となった。
起点となるジャイナガルはインドに属し、そこから両国の国境をまたいでジャナクプルまで路線を延ばしていた。かつては更にビサルプラまで路線を延ばしていた。1937年にインドを植民地（インド帝国）とし、インドとネパールの国境沿いで軌間762mm（狭軌）の軽便鉄道規格で敷設した。
国際列車ではあるが、インド・ネパール国民は相互の国を無審査で往来する事ができるため、国境を挟む両駅での出入国管理業務などはない。そのため、日本人など両国民以外の人は国境をまたぐカジュリ - ジャイナガル間約8kmは乗車できない。しかし鉄道局員なども国境の意識が薄いため、明らかな外国人に対してカジュリ - ジャイナガル間を含む乗車券を販売したり、挙句の果ては「列車の中で待機していればすぐ折り返すから問題ない」と、密入国を推奨する有様だといわれている。
なお、軌間が特殊であることや経済的事情から蒸気機関車が1994年に至るまで使用され、世界の鉄道ファンからも注目されていた事があったが、2014年時点ではインドから譲渡されたディーゼル機関車に全て置き換えられた。また客車のほうはかなり老朽化したものが使用され、列車は乗客で鈴なりになり、屋根にも人が乗った状態で走るのが日常化していた。保線状況も悪く、ジャイナガル - ジャナクプル間29kmに約2時間を要していた。それでもファーストクラスとセカンドクラスがある2等級制を採用していた。

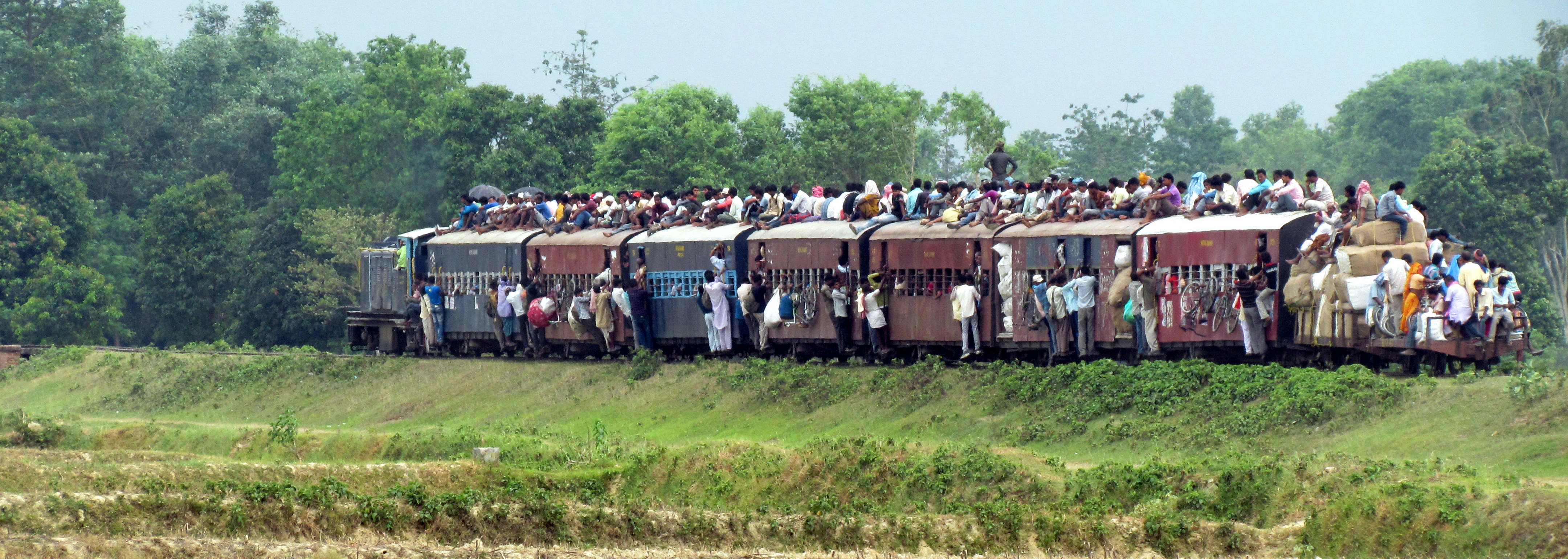
狭軌時代の本線を走行していた列車（2012年）

2000年当時、ジャイナガル - ジャナクプル間に3往復、ジャナクプル - ビサルプラ間に1往復の旅客列車が設定されていた。
ジャイナガル - ジャナクプル間をインドにおいて使用されている軌間1676mmの広軌に改軌し、ジャイナガルで接続しているインド国鉄から直通運転を行う構想もあり、インドは2004年にそのための調査団を派遣したりした。2014年1月、開業以来使用していた狭軌の路線を休止し、広軌の新路線を敷設を開始した。2018年に、新路線への工事が完了し、2020年9月18日には、新路線で使用される気動車がジャナクプル駅に到着し、2022年4月3日運行を再開した 。

## 路線と主要駅
- （本線） ジャイナガル - カジュリ - マニナトゥプル - シャヒード・サロジ・ナガ・ハルト - バイデヒー - パルバハ - ジャナクプル 29km[1]
- （支線） ジャナクプル - ピプラディ - ロハルパッテイ - シンギャヒー - ビザルプラ 22km